# Cynoglossus acutirostris
Cynoglossus acutirostris är en fiskart som beskrevs av Norman, 1939. Cynoglossus acutirostris ingår i släktet Cynoglossus och familjen Cynoglossidae. Inga underarter finns listade i Catalogue of Life.